# Kálnoky család
A köröspataki gróf Kálnoky család a 13. századból eredő, régi székely családok egyike.

## Története
A Kálnokyak közös eredetűek a Nemes és a Mikó családokkal, első ismert felmenőjük Akadas Siculus de Sebus, akinek Vince nevű fia adományként egy Zék nevű birtokot kapott 1252-ben. Három ükunokája a három család megalapítója lett. Az említett Vince dédunokája, Máté nevezi magát először Kálnokinak. A család később, 1697-ben kapott grófi címet Sámuel személyében. A családtagok leginkább Erdély történelmében játszottak jelentősebb szerepet.

## Jelentősebb családtagok
- Kálnoky Dénes (1814–1888) író, háromszéki királybíró
- Kálnoky Gusztáv (1832–1898) politikus, az Osztrák–Magyar Monarchia közös külügyminisztere
- Kálnoky József (1719–1798) diplomata
- Kálnoky Sámuel (1640–1706) háromszéki főkapitány, majd királybíró, tanácsos, kincstartó
- Kálnoky Sándor (1810–?) honvéd alezredes
- Kálnoky Sándor (1736–1791) generális[1]
- Kálnoky Boris (1961–) magyar-német író, újságíró
- Kálnoky Tibor (1966–) háromszéki természet- és épített örökség-védő, az angol trónörökös erdélyi vendéglátója